# Beilschmiedia manantlanensis
Beilschmiedia manantlanensis là loài thực vật có hoa trong họ Nguyệt quế. Loài này được Cuevas & Cochrane miêu tả khoa học đầu tiên năm 1999.